# Feneu
Feneu é uma comuna francesa na região administrativa da Pays de la Loire, no departamento de Maine-et-Loire. Estende-se por uma área de 25,52 km². Em 2010 a comuna tinha 2 209 habitantes (densidade: 86,6 hab./km²).
- Le site du comité des fêtes de Feneu, organisateur du triathlon et de la brocante